# غلاوكوس بن مينوس
غلاوكوس في الميثولوجيا الإغريقية هو ابن مينوس وباسيفاي، وعندما كان صغيرا كان يلعب بالكرة أو يطارد فأرا فوقع في إناء من العسل واختنق، وبحث عنه أبوه ودون جدوى فاستشار كاهنا وأشار عليه بالشخص الذي يوحي بأنسب مقارنة إحدى أبقار مينوس التي كان لديها القدرة للتلون بثلاثة ألوان. وكان هذا الشخص بولييدوس من أرغوس الذي شبهها بالتوت (أو العليق) الذي يتغير من الأبيض إلى الأحمر وثم الأسود ثم اكتشف الولد بعدها ولكنه كان ميتا ولم يستطع بولييدوس إعادته للحياة فأغلق عليه في سرداب مع الجثة. وقتل حية أعيد إحياؤها من قبل رفيقه باستخدام عشبة وضعها عليها فاستخدم نفس العشبة ليرد غلاوكوس للحياة. ووفقا لحكايات أخرى كان يدين لنجاحه لإله الطب أسقليبيوس. وكانت القصة موضوعا ثلاث لتراجيديات وكانت في الغالب تقدم مع رقصات محاكية.